# Penstemon thurberi
Penstemon thurberi là một loài thực vật có hoa trong họ Mã đề. Loài này được Torr. mô tả khoa học đầu tiên năm 1856.